# Palmo

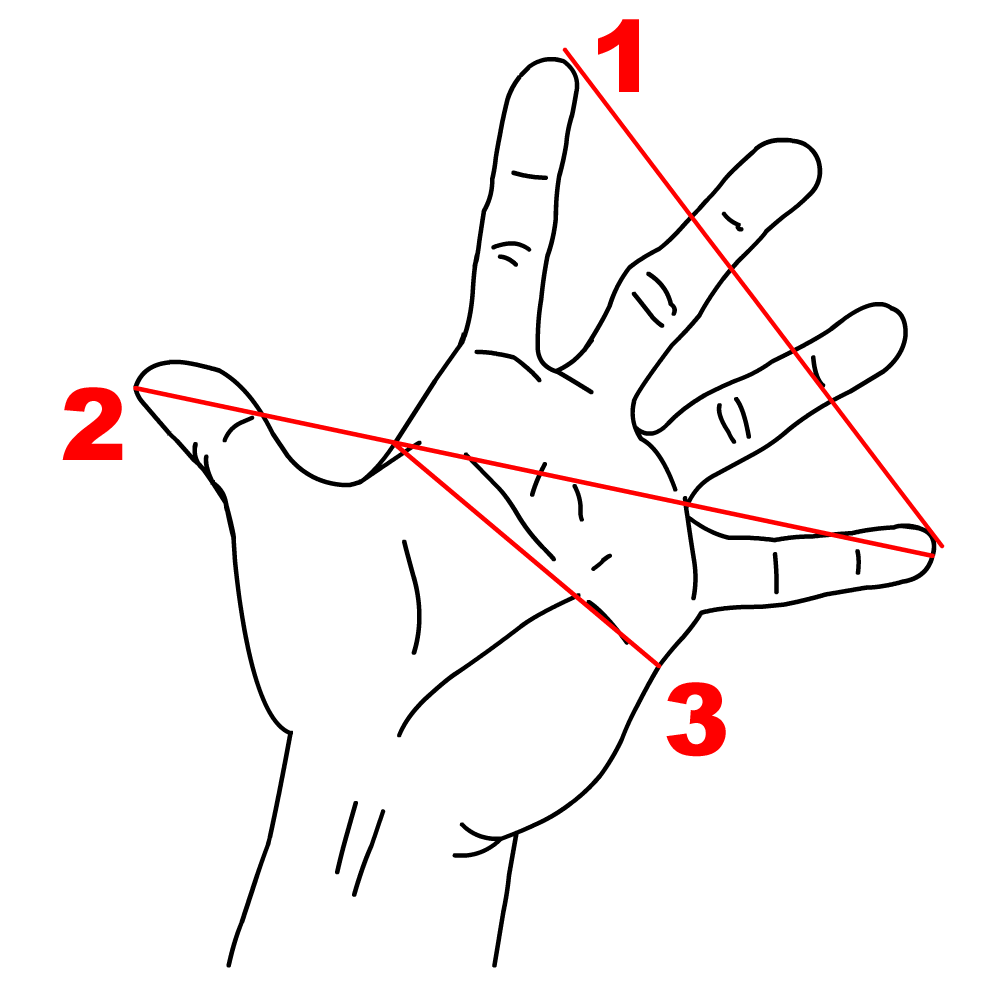
La línea 2 representa la cuarta

El palmo era una antigua unidad de longitud antropométrica: la medida entre el extremo del dedo pulgar y el extremo del meñique con la mano extendida. En España se estandarizó en 20,873 centímetros; en Nápoles, en 26,367 cm.
Esta medida, cuando se emplea en la actualidad, se suele denominar coloquialmente cuarta y se utiliza para indicar una distancia aproximada de quince a veinte centímetros.
La palabra palmo proviene del latín palmus.
Entre las antiguas medidas españolas aparece el palmo y la vara (que tiene cuatro palmos).

## Medidas parecidas
- En la Antigua Roma existía una medida llamada palmus, que era el ancho de la palma de la mano, sin contar el pulgar, que equivalía a cuatro digitus, es decir, 7,3926 centímetros.
- En Castilla, también existía una medida de origen similar con el nombre de coto, aunque con un valor de 10,4365 cm; era la mitad del palmo, equivalente a seis dedos. Por otra parte existía otra unidad relacionada con la mano, el jeme, que era la distancia entre las puntas de los dedos pulgar e índice en la mano extendida.
- Palmo catalán. Medida lineal que se dividía en cuatro cuartas. Ocho cuartos hacían la cana de aquel principado. El palmo catalán era menor que el de Castilla y Valencia, y mayor que el de Aragón en la siguiente proporción. 100 palmos de Cataluña equivalían a: 
  - 102 palmos de Aragón
  - 92 palmos de Castilla
  - 88 palmos de Valencia
- Palmo griego. Medida lineal que se dividía en mayor y menor. El primero (que llamaron espitame) contenía 3 palmos menores o doce dedos y era la extensión que había desde el dedo pulgar al anular o meñique, ambos bien extendidos; el segundo (que llamaron paleste, doron, dactilo y dochme) tenía cuatro dedos griegos de extensión
- Palmo hebreo. Medida lineal que se dividía en mayor o menor; el primero tenía 3 palmos menores o 12 pulgadas; el segundo se componía tan solo de 12 pulgadas.[4]

## Sinónimos de palmo
Se conocen tres sinónimos; cuarta, parte y porción.
1. Cuarta [6]
  1.     1. Cada una de las cuatro partes iguales del todo
    2. Medida de un palmo
    3. Un intervalo que consta de dos tonos y un semitono principal
2. Parte [7]
  1. Toda la parte
  2. Una cantidad o parte particular o determinada de un compuesto.
  3. La parte correspondiente a alguien en cualquier reparto o lanzamiento
  4. Sitio (lugar)
3. Porción [8]
  1. La cantidad se separa de la cantidad mayor
  2. Corresponde a la distribución o el monto de cada participante en la distribución
  3. Comida que se proporciona a alguien todos los días, especialmente comida que proporciona la comunidad.
  4. Cuota personal, asignada a múltiples participantes

## Expresiones relacionadas
- Palmo a palmo, modo adverbial con que se expresa la dificultad y lentitud con que se gana algún terreno por la actividad y resistencia de los que le disputan.
- Palmo de tierra. Espacio muy pequeño de ella.
- Crecer a palmos. Crecer mucho alguna cosa en poco tiempo.
- Dejar a uno con un palmo de narices. Burlar a uno privándole de lo que esperaba conseguir.
- En un palmo de tierra. Brevemente o en poco espacio.
- No adelantar o no ganar un palmo de tierra en alguna cosa. Adelantar muy poco o casi nada en ella.
- Haber medido a palmos. Tener conocimiento práctico de un terreno o lugar.[9]
- Al judío dadle un palmo y tomará cuatro. Destaca la dificultad de la confianza entre los miembros de la religión.[10]
- Dejar a alguien con un palmo de narices. Cógelo y despréndelo de lo que espera lograr.[11]
- Vale más palmo de vela que remo de galera. Porque, por pequeñas que sean, por impulso, las velas ahorrarán energía. Por extensión, es adecuado para tareas en las que se ha elegido la forma de trabajo que mejor se adapta a todos.[12]

## Otros significados de Palmo
Puede recoger cuatro ideas distintas:
1. Es una conjugación del verbo palmar.
2. Mide la longitud de la barra, que es aproximadamente un cuarto de la barra, equivalente a 21 centímetros, que es aproximadamente la longitud de la mano extendida de un hombre.
3. Juego de niños, consiste en que todos arrojen monedas a la pared mientras el otro intenta poner la moneda dentro de la distancia de la victoria del otro.
4. Medida de la mano extendida.

Su rostro amarillo había sido en tiempos de Carlos IV un óvalo muy bello; después era una cosa oblonga que medía una cuarta desde la raíz del pelo a la barba.
Benito Pérez Galdós